# Towong
Towong är en kommun i Australien. Den ligger i delstaten Victoria, omkring 290 kilometer nordost om delstatshuvudstaden Melbourne. Antalet invånare var 5 985 vid folkräkningen 2016.
Följande samhällen finns i Towong:
- Corryong
- Bellbridge